# Westfalenpokal 2024/25 (Frauen)
Der Westfalenpokal 2024/25 war die 46. Austragung im Fußball-Westfalenpokal der Frauen. Der Sieger qualifizierte sich für die erste Hauptrunde des DFB-Pokals 2025/26 der Frauen.
Höchstklassige qualifizierte Teilnehmer waren die Regionalligisten Arminia Bielefeld, 1. FFC Recklinghausen, SSV Rhade sowie Aufsteiger DJK Wacker Mecklenbeck. Die unterklassigsten Teilnehmer waren die Bezirksligisten SG TuS Bruchhausen/TuS Niedereimer, Sportfreunde Siegen, SV Herbern, SpVg Oelde, TuS Eichholz-Remmighausen und Rot-Weiß Unna.

## Teilnehmer
Für den Westfalenpokalwettbewerb 2023/24 qualifizierten sich automatisch die westfälischen Vereine aus der Regionalliga West. Die restlichen Plätze werden durch die Kreispokalwettbewerbe vergeben. Dem Kreis Münster stehen drei Meldeplätze zu. Jeweils zwei Plätze stehen den Kreisen Ahaus-Coesfeld und Dortmund zu. Die anderen Kreise tragen ihre Wettbewerbe zum Teil in Verbindung mit benachbarten Kreisen aus, denen jeweils zwei Plätze zustehen. Dies betrifft:
- den Kreis Bielefeld in Verbindung mit Gütersloh
- den Kreis Herford in Verbindung mit Lemgo, Lübbecke und Minden[2]
- den Kreis Lippstadt in Verbindung mit Beckum und Soest
- den Kreis Paderborn in Verbindung mit Detmold

| Westfälische Mannschaften der Regionalliga West 2023/24 | | |
| Arminia Bielefeld 1. FFC Recklinghausen SSV Rhade Sportfreunde Siegen | | |
| Die Kreispokalsieger der Saison 2023/24 | | |
| - Ahaus-Coesfeld DJK/VfL Billerbeck (LL) SV Union Wessum (LL) F - Arnsberg SG TuS Bruchhausen/TuS Niedereimer (KLA → BL) - Bielefeld/Gütersloh BV Werther (WL) Spvg Steinhagen (BL → LL) F - Bochum SC Union-Bergen (LL) - Dortmund Borussia Dortmund (LL → WL) SpVg Berghofen (WL → LL) F - Hagen SV Hohenlimburg (LL) - Herford/Lemgo/Lübbecke/Minden SVKT 07 Minden (WL) SC Enger (LL) F | - Herne/Gelsenkirchen FC Schalke 04 (LL → WL) - Hochsauerlandkreis SV Thülen (LL → WL) - Höxter FFC Nethegau (LL) - Iserlohn/Lüdenscheid FC Iserlohn (WL) - Lippstadt/Beckum/Soest TuS Wadersloh (LL) SpVg Oelde (BL) F - Münster DJK Wacker Mecklenbeck (WL) SV Blau-Weiß Aasee (LL) F SV Herbern (BL) H | - Olpe SC Drolshagen (LL) - Paderborn/Detmold SC Borchen (LL) TuS Eichholz-Remmighausen (KLA → BL) F - Recklinghausen SuS Concordia Flaesheim (WL) - Siegen-Wittgenstein SV Fortuna Freudenberg (WL) F - Steinfurt Germania Hauenhorst (WL) - Tecklenburg DJK Arminia Ibbenbüren (WL) - Unna-Hamm Rot-Weiß Unna (BL) |
| Abkürzungen: RL = Regionalliga, WL = Westfalenliga, LL = Landesliga, BL = Bezirksliga | | |

## 1. Runde
Die 1. Runde wird bis zum 18. August 2024 ausgetragen. Die 1. Runde und die weiteren Partien bis einschließlich Viertelfinale wurden am 3. Juli 2024 ausgelost. Die klassenniedrigere Mannschaft hat Heimrecht.
| Datum                       |                                 | Ergebnis        |                              |
| --------------------------- | ------------------------------- | --------------- | ---------------------------- |
| 4. August 2024, 15:00 Uhr   | SC Borchen (LL)                 | 0:3             | DJK Wacker Mecklenbeck (RL)  |
| 16. August 2024, 20:00 Uhr  | SG Bruchhausen/Niedereimer (BL) | 0:4             | 1. FFC Recklinghausen (RL)   |
| 18. August 2024, 12:30 Uhr  | SVKT 07 Minden (WL)             | 1:3             | Germania Hauenhorst (WL)     |
| 18. August 2024, 15:00 Uhr  | Rot-Weiß Unna (BL)              | 3:2             | FFC Nethegau (LL)            |
| 18. August 2024, 15:00 Uhr  | BV Werther (WL)                 | 2:6             | SV Fortuna Freudenberg (WL)  |
| 18. August 2024, 15:00 Uhr  | TuS Wadersloh (LL)              | 1:0             | SC Drolshagen (LL)           |
| 18. August 2024, 15:00 Uhr  | SV Thülen (WL)                  | 0:7             | SSV Rhade (RL)               |
| 18. August 2024, 15:00 Uhr  | DJK/VfL Billerbeck (LL)         | 0:2             | DJK Arminia Ibbenbüren (WL)  |
| 18. August 2024, 15:00 Uhr  | SV Herbern (BL)                 | 00:11           | Borussia Dortmund (WL)       |
| 18. August 2024, 15:00 Uhr  | SC Enger (LL)                   | 2:2 (4:5 i. E.) | SV Hohenlimburg (LL)         |
| 18. August 2024, 15:00 Uhr  | TuS Eichholz-Remmighausen (BL)  | 0:7             | SV Blau-Weiß Aasee (LL)      |
| 18. August 2024, 15:00 Uhr  | SV Union Wessum (LL)            | 1:6             | FC Schalke 04 (WL)           |
| 18. August 2024, 17:00 Uhr  | Spvg Oelde (BL)                 | 0:7             | Spvg Steinhagen (LL)         |
|                             | Sportfreunde Siegen (BL)        | Absetzung       | SC Union Bergen (LL)         |
|                             | Spvg Berghofen (LL)             | Absetzung       | SuS Concordia Flaesheim (WL) |
| 31. Oktober 2024, 19:00 Uhr | FC Iserlohn (WL)                | 1:5             | Arminia Bielefeld (RL)       |

## Achtelfinale
Das Achtelfinale wurde am 3. Juli 2024 ausgelost und im November 2024 ausgetragen. Die klassenniedrigere Mannschaft hat Heimrecht.
| Datum                        |                              | Ergebnis        |                             |
| ---------------------------- | ---------------------------- | --------------- | --------------------------- |
| 23. November 2024, 13:00 Uhr | SV Hohenlimburg (LL)         | 0:6             | Germania Hauenhorst (WL)    |
| 23. November 2024, 15:00 Uhr | Spvg Steinhagen (LL)         | 1:3             | TuS Wadersloh (LL)          |
| 23. November 2024, 15:00 Uhr | Rot-Weiß Unna (BL)           | 0:7             | DJK Arminia Ibbenbüren (WL) |
| 23. November 2024, 15:00 Uhr | Sportfreunde Siegen (BL)     | 0:9             | SV Blau-Weiß Aasee (LL)     |
| 23. November 2024, 15:00 Uhr | SV Fortuna Freudenberg (WL)  | 1:2             | Borussia Dortmund (WL)      |
| 23. November 2024, 15:00 Uhr | SuS Concordia Flaesheim (WL) | 2:2 (7:8 i. E.) | SSV Rhade (RL)              |
| 26. November 2024, 18:45 Uhr | DJK Wacker Mecklenbeck (RL)  | 0:1             | Arminia Bielefeld (RL)      |
| 23. November 2024, 16:00 Uhr | FC Schalke 04 (WL)           | 2:1             | 1. FFC Recklinghausen (RL)  |

## Viertelfinale
Das Viertelfinale wurde am 3. Juli 2024 ausgelost und am 16. Februar 2025 ausgetragen.
| Datum                       |                        | Ergebnis |                             |
| --------------------------- | ---------------------- | -------- | --------------------------- |
| 16. Februar 2025, 15:00 Uhr | FC Schalke 04 (WL)     | 2:0      | DJK Arminia Ibbenbüren (WL) |
| 16. Februar 2025, 15:00 Uhr | Arminia Bielefeld (RL) | 1:0      | TuS Wadersloh (LL)          |
| 16. Februar 2025, 15:00 Uhr | Borussia Dortmund (WL) | 4:1      | Germania Hauenhorst (WL)    |
| 16. Februar 2025, 15:00 Uhr | SSV Rhade (RL)         | 4:0      | SV Blau-Weiß Aasee (LL)     |

## Halbfinale
Die beiden Halbfinalpaarungen wurden nach Feststehen der Halbfinalteilnehmer ausgelost und sollen am 21. April 2025 ausgetragen werden.
| Datum                     |                        | Ergebnis        |                        |
| ------------------------- | ---------------------- | --------------- | ---------------------- |
| 21. April 2025, 15:00 Uhr | Arminia Bielefeld (RL) | 0:3             | Borussia Dortmund (WL) |
| 21. April 2025, 15:00 Uhr | FC Schalke 04 (WL)     | 0:0 (6:5 i. E.) | SSV Rhade (RL)         |

## Finale
Das Finale wurde am 1. Juni 2025 ausgetragen werden. Das Finale wurde im Stadion Rote Erde ausgetragen. Borussia Dortmund qualifizierte sich für die erste Hauptrunde des DFB-Pokals 2025/26.
| Datum                   |                        | Ergebnis |                    |
| ----------------------- | ---------------------- | -------- | ------------------ |
| 1. Juni 2025, 15:00 Uhr | Borussia Dortmund (WL) | 2:0      | FC Schalke 04 (WL) |